# Steampunk

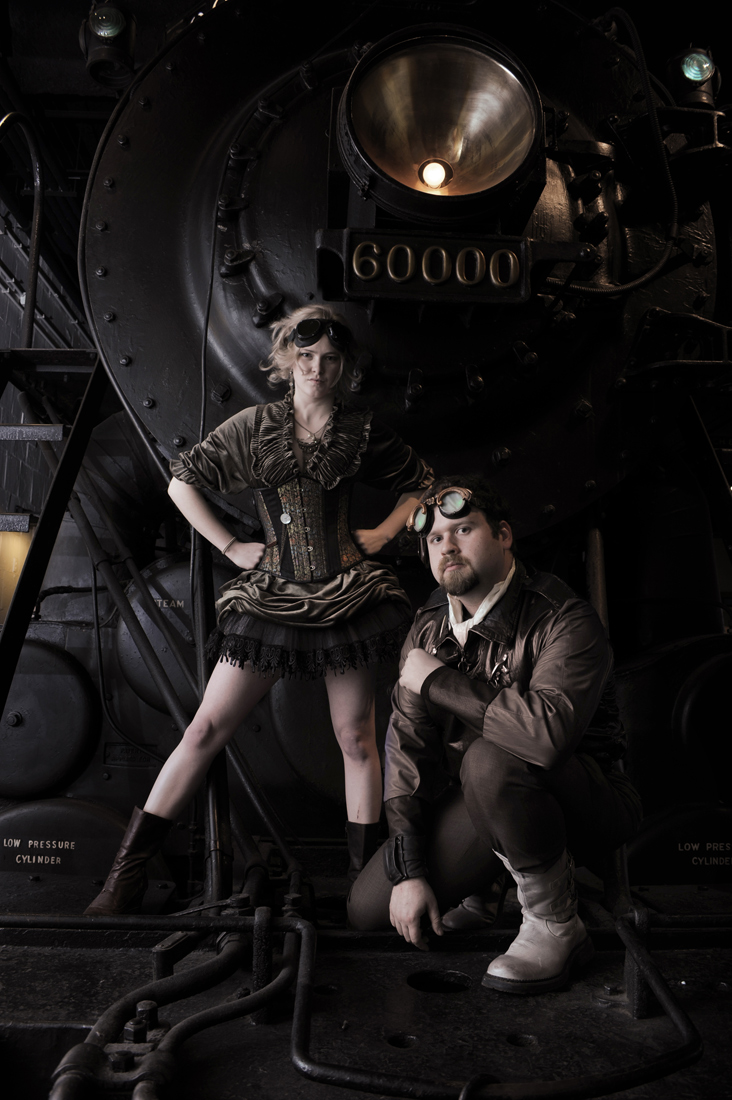
Fotografie ve stylu steampunku (autor: Kyle Cassidy)

Steampunk je podžánr sci-fi či fantasy. Název, vzniklý v 80. letech 20. století, odkazuje na kyberpunk jako žánr science fiction zaměřený na technologii a páru (anglicky steam), přesněji řečeno popisuje společnost a technologie založené na páře jako hlavním zdroji energie, která charakterizuje technologie tvořící kulisy děl tohoto žánru.
Díla se odehrávají v různých alternativních historiích či sci-fi kulisách podobných prostředí knih J. Vernea nebo H. G. Wellse. Jedná se zejména o alternativní viktoriánskou éru, dále ale také o postapokalyptické prostředí nebo i prostředí divokého západu. Díla – na rozdíl od historických románů – představují některé vynálezy, technologie nebo historické události, které neexistovaly nebo existovaly jindy a jinak.
Z filmů je to např. Wild Wild West nebo anime Steamboy. Z knih potom Leviatan od Scotta Westerfelda vydaný v češtině v roce 2011.
Steampunk se promítá i do módy, kdy si jeho fanouškové vyrábějí a upravují oblečení, technologie či předměty určené k dennímu užití, aby vypadaly jako ve světě steampunku.

## Historie

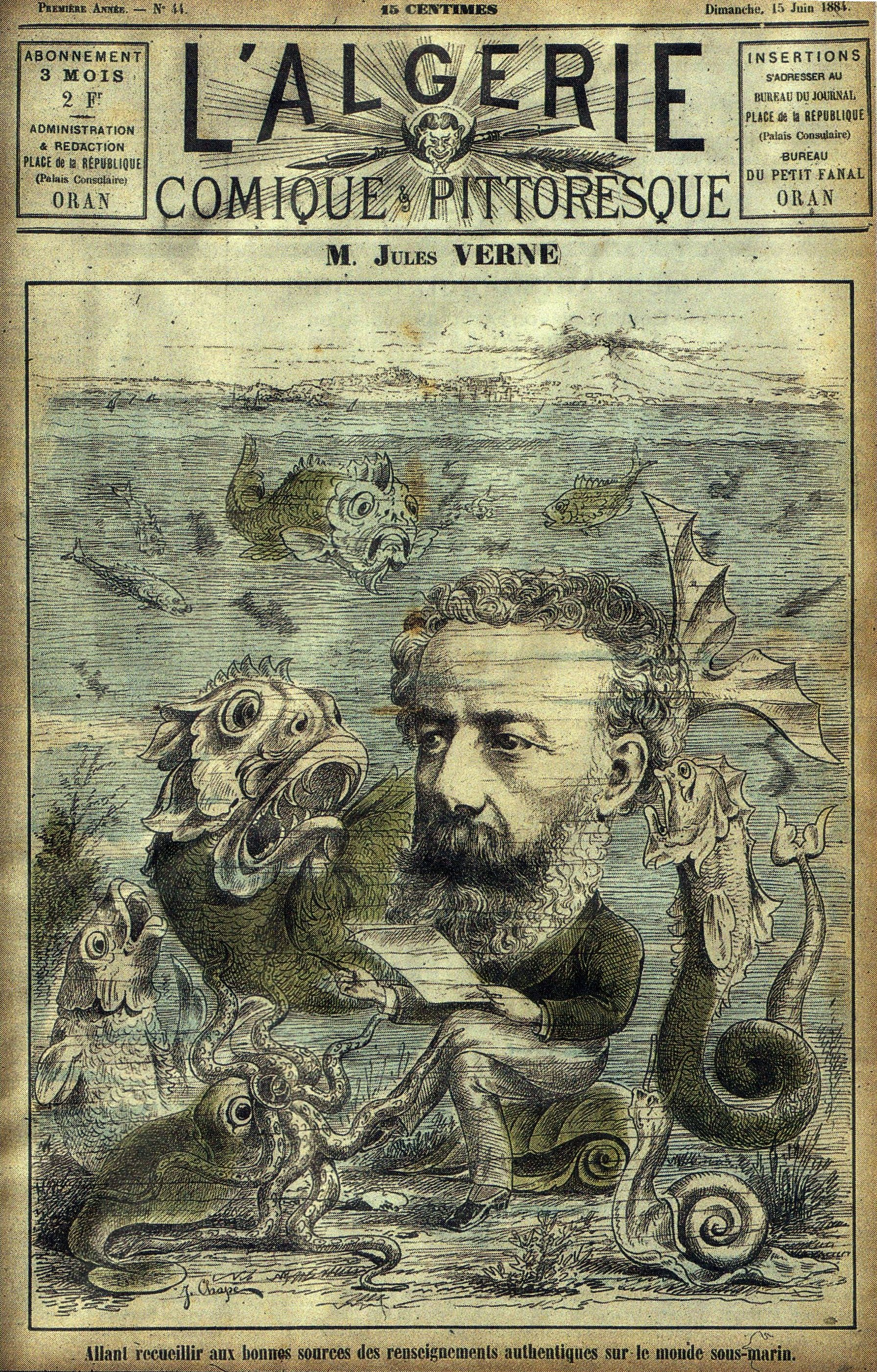
Karikatura J. Vernea, zobrazeného na dně moře

V roce 1987 byl poprvé použit pojem steampunk. Pojem vytyčil K. W. Jeter a řadil k němu své knihy a knihy Tima Powerse.

### Počátek
Za praotce steampunku jsou označováni Jules Verne a H. G. Wells, jejichž díla se stala inspirací dalším tvůrcům. Dalšími literárními autory, kteří navázali na téma steampunku, byli např. Tim Powers, James Blaylock, William Gibson, a další. Tito autoři se zasloužili o proslavení žánru a dali mu vizáž, jakou známe dnes. Následkem toho bylo expandování steampunku i do jiných oblastí, než je literatura.

### Steampunk v Česku
V Česku se v počátcích ujal steampunk po stránce spíše vizuální nežli literární. Okolo roků 2010 – 2011 se jednalo o různá setkání nadšenců (FateCon, SteamUp), plesy, Larpy a nebo i hru na hrdiny. Před samotnými akcemi se ale ještě od roku 2009 začaly objevovat webové stránky věnované steampunku, které sloužily (a většina dodnes slouží) jako jediné česky dostupné informace o tomto žánru. Jednalo se o blogy: Deeverův steampunkový blog, Nebe plné hvězd a dále pak o e-časopis Steamzine.
Od roku 2010 se začal steampunk objevovat i v české literatuře, vyšlo Století páry od Petra Schinka a několik povídek. Prvním ryze steampunkovým českým románem je kniha Démon z East Endu od Petry Slovákové, což je první díl plánované trilogie Ve službách královny odehrávající se v alternativním viktoriánském Londýně. Prvky steampunku se ale v české literatuře objevovaly i dříve, i když v menší míře – např. v knize Seržant od M. Žambocha.

## Prostředí

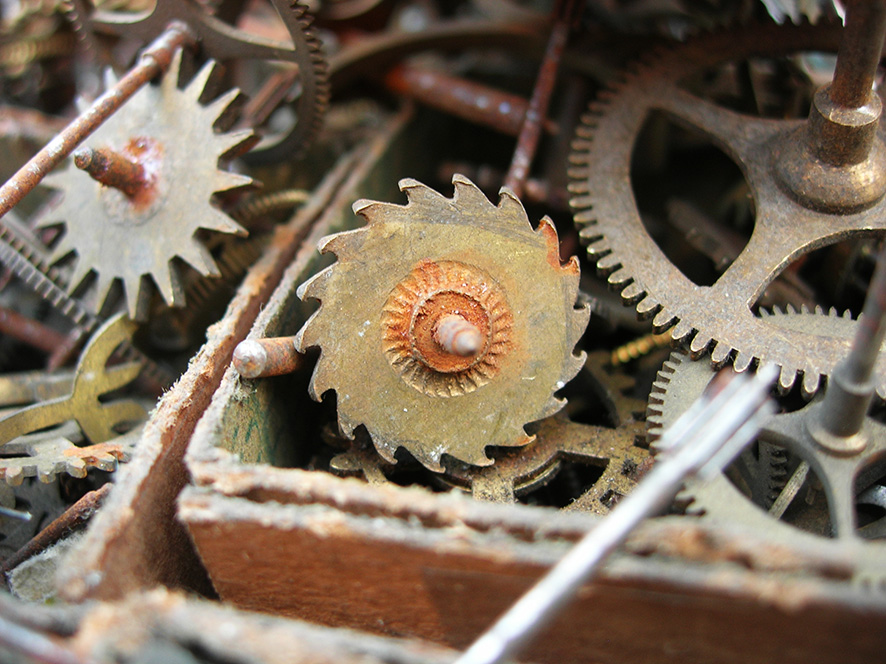
Ukázka ozubených kol

Výchozí prostředí steampunku je vlastně „zrealizování“ budoucnosti, jak si ji představovali lidé 19. století. Prostředí je většinou zasazeno do období podobnému vládě královny Viktorie v Anglii. Období se odráží zejména v módě oblékání (korzety, vesty, fraky, cylindry apod.), využívaní technologií (využití ozubených kol, páry, vzducholodí, balónů apod.), ale i tematickém pojetí coby romantismu. Barvy oděvů a doplňků jsou často černé, hnědé, popřípadě béžové.
Výše popsané výchozí prostředí bývá často doplňováno dalšími žánry – divokým západem (tzv. Westernpunk – zejména v Americe), postapokalyptickým sci-fi nebo fantasy. Steampunk se samozřejmě také nevylučuje se svými bratrskými žánry jako kyberpunk, biopunk, dieselpunk nebo třeba teslapunk.

### Podžánry
Ve steampunku můžeme narazit na následující podžánry:
- Clockpunk: Podžánr je z velké části podobný steampunku. Jeho charakteristickým rysem je využívání všemožných strojů a přístrojů sestavených z ozubených kol, pružin a především hodinových strojků.[8]
- Gaslamp fantasy: Stejně jako steampunk je Gaslamp fantasy orientováno na viktoriánskou éru. Oproti původnímu žánru v něm je méně nadpřirozených technologií a příběhy se odehrávají ve světě více podobném tomu reálnému.[9]

## Architektura
Ve stylu steampunku byly upraveny interiéry aquaparku Centrum Babylon v Liberci.

## Knihy
Níže jsou uvedeny některé z knih, které jsou psány v prostředí steampunku.
- Leviatan – Scott Westerfeld (první kniha ze série)
- Mašina zázraků – William Gibson, Bruce Sterling[1]
- Seznam sedmi – Mark Frost
- Století páry – Petr Schink
- Světla severu (Zlatý kompas) – Philip Pullman
- Mrtvý v parovodu – sbírka českých steampunkovych povídek, ed. Vlado Ríša (2012).[11]
- Dva Jiří – Harry Turtledove
- Smrteľné stroje – Phillip Reeve
- Ritmatik – Brandon Sanderson

## Časopisy a blogy
Steampunk se objevuje i v časopisech, periodikách i blozích.
- Steampunk Magazine – Tištěný i online časopis, vyznačující se svou nezávislostí a volnou propagací. Zaměřuje se především na steampunk jako subkulturu.[12]
- Exhibition Hall – Časopis se soustředí se na žánr jako celek, neopomíjí ani hudbu nebo módu.[12]
- Nebe plné vzducholodí – Český stále aktivní blog, věnující se především českému ale i zahraničnímu steampunku.[13]
- Steamzine – Česky internetový časopis zabývající se steampunkem i úzce příbuznými tématy jako viktoriánské období, věda a technika, umění.[14]
- SteamPunk.cz – Soukromý blog zabývající se oblastí steampunku, ale i dalšími příbuznými tématy. Obsahuje vlastní spisovatelskou tvorbu autora, recenze knih, komiksů a další obsah.[15]

## Filmy, televize, seriály

### České
- Adéla ještě nevečeřela
- Baron Prášil
- Tajemství hradu v Karpatech
- Tajemství Ocelového města
- Ukradená vzducholoď
- Vynález zkázy

### Zahraniční
- Brazil
- Číslo 9
- Hellboy 2: Zlatá armáda
- Hugo a jeho velký objev
- Jack a mechanické srdce (2013)
- Liga výjimečných
- Město ztracených dětí (1995)
- Roboti
- Steamboy (anime)
- Svět zítřka
- Škatuláci (2014)
- Wild Wild West
- Zlatý kompas
- Smrtelné stroje
- Evil Dead 3: Armáda temnot (1992)
- Pán času (některé epizody)[16]

## Hry
Prvky steampunku se vyskytují i v řadě her.

### Počítačové hry
Uznávanou počítačovou RPG hrou v komunitě steampunku je Arcanum. Další počítačové hry situované ve steampunkovém prostředí jsou Dishonored, Mys a nebo česká adventura Machinarium, která je charakteristická mechanicky laděným prostředím. Kromě těchto her bychom neměli opomenout velice úspěšnou FPS hru BioShock Infinite. Strategická survivalová hra Frostpunk zase vyobrazuje alternativní dystopickou historii konce 19. století, ve které nastala doba ledová a přeživší obyvatelstvo je závislé na chodu obřích uhelných reaktorů. Sony na E3 v roce 2013 také představilo hru od tvůrců God of War, která nese jméno The Order: 1886 a odehrává se v roce 1886 v alternativní steampunkové historii v Londýně. Další populární steampunková hra je Gremlins, Inc. a vyšla v roce 2016. V rámci steampunku je hodně významná i herní série Guns of Icarus, kde nejnovějším dílem je Guns of Icarus: Alliance.
Z dalších žánrů stojí za zmínku click & point adventura Syberia.

### Hry na hrdiny
Prostředí Eberron pro hru Dungeons & Dragons v sobě kombinuje prvky fantasy a steampunku. Česká hra Příběhy Impéria klade důraz spíše na viktoriánskou éru, nežli na parní technologii.

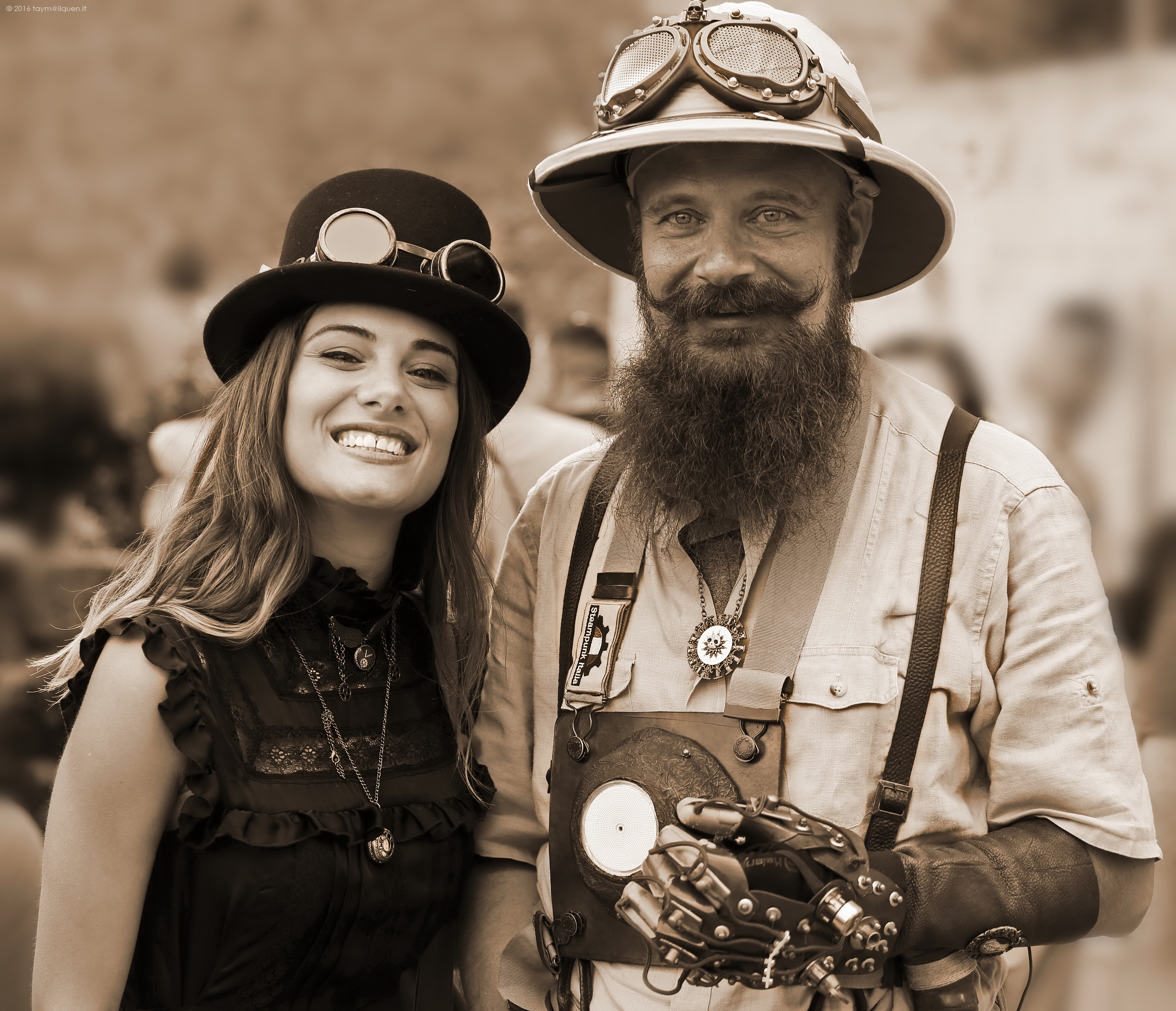
Steampunkový cosplay

### Larp
Českou larpovou komunitu zasáhl steampunk také. Ať už se jedná o detektivně laděnou hru Tenkrát v El Pasu, nebo intrikánskou Jonesovu smyčku.

### Deskové a figurkové hry
Arkham Horror je detektivní desková hra kombinující dále prvky hororu a steampunku. Další hrou je figurková hra Warmachine, ve které hráči hrají za armády parou pohaněných robotů a dalších tematicky podobných stvoření. V neposlední řadě je v českém prostředí rovněž velmi oblíbená hra Scythe, která popisuje poválečnou oblast východní Evropy, kde se jednotlivé frakce za pomocí svých "Mechů" snaží získat životně důležité zdroje.

## Hudba

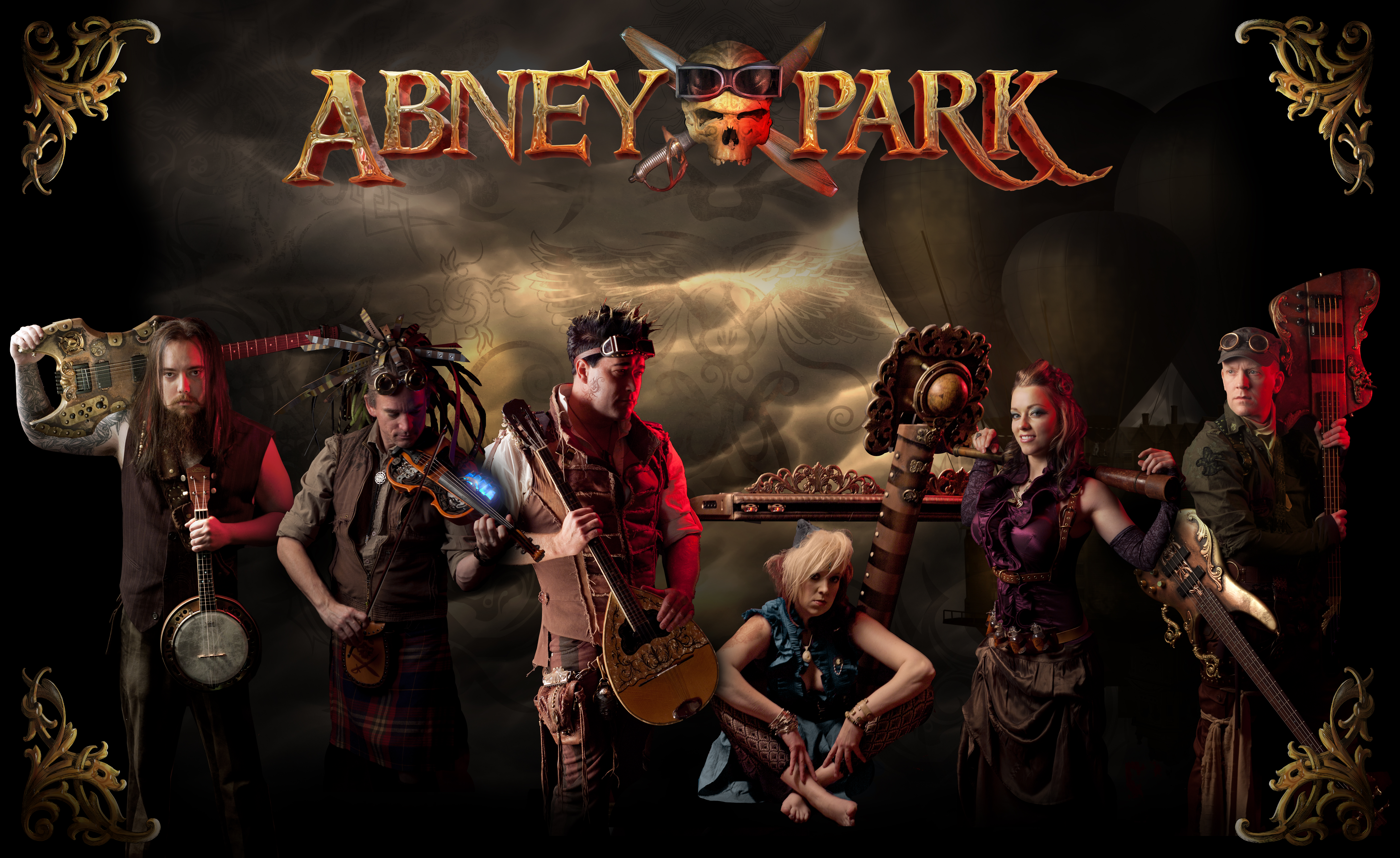
Promo kapely Abney Park

Steampunk není sám o sobě hudebním žánrem. Za „steampunkové“ kapely se tedy mohou považovat hudební skupiny, které se ke steampunku hlásí kostýmy, kulisami a dále třeba skládanými texty. První steampunkovou kapelou v Česku je Clockwork Animals. Níže je uvedeno několik dalších kapel.
- Abney Park (USA, industrial-gothic)
- Celtica Pipes Rock (Německo, folk rock)
- Donor (Česká republika, power metal)
- Johnny Hollow (Kanada, experimental-gothic-ambient)
- Steam Powered Giraffe (USA, cabaret-folk)
- The Clockwork Dolls (USA, electronic)
- The Men That Will Not Be Blamed For Nothing (Velká Británie, comedy punk-rock)